# (218) Bianca
(218) Bianca ist ein Asteroid des mittleren Hauptgürtels, der am 4. September 1880 vom österreichischen Astronomen Johann Palisa an der Marine-Sternwarte Pola in Istrien entdeckt wurde.
Der Asteroid wurde von den Wiener Astronomen zu Ehren der berühmten Koloratursopranistin Bianca Bianchi (Künstlername von Bertha Schwarz (1858–1947), geboren in Mannheim, Deutschland) benannt, Primadonna des Wiener Hof-Operntheaters.
Die Umstände der Namensgebung wurden im Frühjahr 1882 in mehreren Wiener Zeitungen ausführlich veröffentlicht. Im Fremdenblatt, Abendblatt, 36. Jahrg., Nr. 74 (15. März 1882) hieß es: „Bianca Bianchi unter den Sternen. Vor Kurzem fand auf der Sternwarte eine recht interessante Sitzung der Mitglieder dieses Institutes statt. Auf der Tagesordnung derselben stand die Taufe jener Asteroiden, welche der fixige Herr Adjunkt Palisa in der letzten Zeit wieder entdeckt, ja sozusagen aus dem Aermel des Weltenraumes geschüttelt hat. Die Adjunkten und Assistenten der Sternwarte zerbrachen sich ihre gelehrten Köpfe… Da erhob sich Dr. Hepperger, ein junger Astronom, und stellte in Anbetracht der Verdienste, welche sich die Primadonna Bianca Bianchi um die schöne Kunst des Gesanges erworben, den Antrag, einen der neuentdeckten Asteroiden Bianca zu taufen. Der Antrag wurde unter stürmischer Akklamation zum Beschlusse erhoben, und so schwebt denn der erste Stern unserer Oper als kleiner Stern in unendlichen Sphären.“ Siehe dazu auch bei (212) Medea.

## Wissenschaftliche Auswertung
Aus Ergebnissen der IRAS Minor Planet Survey (IMPS) wurden 1992 erstmals Angaben zu Durchmesser und Albedo für zahlreiche Asteroiden abgeleitet, darunter auch (218) Bianca, für die damals Werte von 60,6 km bzw. 0,17 erhalten wurden. Eine Auswertung von Beobachtungen durch das Projekt NEOWISE im nahen Infrarot führte 2011 zu vorläufigen Werten für den Durchmesser und die Albedo im sichtbaren Bereich von 56,8 km bzw. 0,20. Ein Vergleich von Daten, die von 1978 bis 2011 an der Sternwarte Ondřejov in Tschechien und am Table Mountain Observatory in Kalifornien gesammelt wurden, mit den Daten von NEOWISE führte 2012 zu einer Korrektur der Werte für den Durchmesser und die Albedo auf 56,7 km bzw. 0,20. Nach neuen Messungen von NEOWISE wurden die Werte 2014 auf 57,3 km bzw. 0,19 geändert.

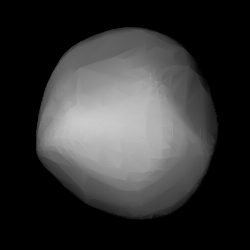
Berechnetes 3D-Modell von (218) Bianca

Erste photometrische Beobachtungen des Asteroiden wurden am 24. März 1979 am La-Silla-Observatorium in Chile durchgeführt. Während der etwa achtstündigen Beobachtung konnte eine vollständige Periode der Lichtkurve beobachtet werden, so dass auf eine Rotationsperiode von etwa 6,43 h geschlossen wurde. Weitere photometrische Messungen am Table Mountain Observatory in Kalifornien erfolgten vom 19. Juli bis 20. September 1980. Aus der gemessenen Lichtkurve wurde nun ein genauerer Wert für die Rotationsperiode von 6,337 h abgeleitet. Am 17. September 1993 konnte (218) Bianca am Observatorium Belogradtschik in Bulgarien beobachtet werden. Aus der nur etwa 3 Stunden überspannenden Lichtkurve konnte aber keine Rotationsperiode bestimmt werden. Weitere photometrische Beobachtungen des Asteroiden erfolgten am 30. Oktober und 11. November 1994 am Pic-du-Midi-Observatorium in Frankreich. Es wurde hier eine Rotationsperiode von 6,337 h festgestellt. Außerdem konnte die Position der Rotationsachse mit prograder Rotation und die Achsenverhältnisse eines dreiachsig-ellipsoidischen Gestaltmodells bestimmt werden.
Neue Messungen vom 8. Februar bis 6. April 2005 am Evelyn L. Egan Observatory der Florida Gulf Coast University ergaben erneut eine Rotationsperiode von 6,337 h, während aus Beobachtungen vom 10. März bis 19. Mai 2005 an der Außenstelle Tschuhujiw des Charkiw-Observatoriums in der Ukraine und am Krim-Observatorium in Simejis eine Rotationsperiode von 6,3355 h abgeleitet wurde.
Aus einer Auswertung dieser und anderer photometrischer Daten vom Januar 1996 bis April 2005 konnten in einer Untersuchung von 2007 ein Modell der Form des Asteroiden erstellt sowie zwei alternative Möglichkeiten für die Orientierung der Rotationspole (eine für prograde und eine für retrograde Rotation) abgeleitet werden. Die Rotationsperiode wurde zu 6,3372 h bestimmt. Vom 23. April bis 13. Mai 2018 wurden am UnderOak Observatory (UO) in New Jersey wieder photometrische Beobachtungen des Asteroiden durchgeführt. Die gemessene Lichtkurve ergab eine Rotationsperiode von 6,339 h. Weitere Messungen vom 22. April bis 3. Mai 2014 an mehreren Observatorien der Asociación Valenciana de Astronomía (AVA) in Spanien führten in der Auswertung zu einer Rotationsperiode von 6,338 h.
Zwischen 2012 und 2018 wurden mit der All-Sky Automated Survey for Supernovae (ASAS-SN) auch photometrische Daten von 20.000 Asteroiden aufgezeichnet. Auf mehr als 5000 davon konnte erfolgreich die Methode der konvexen Inversion angewendet werden, darunter auch (218) Bianca, für die in einer Untersuchung von 2021 ein verbessertes dreidimensionales Gestaltmodell für zwei alternative Rotationsachsen mit prograder Rotation und einer Periode von 6,33717 h berechnet wurde. Aus archivierten Daten des Asteroid Terrestrial-impact Last Alert System (ATLAS) aus dem Zeitraum 2015 bis 2018 konnte in einer Untersuchung von 2022 mit der Methode der konvexen Inversion eine Rotationsperiode von 6,33723 h berechnet werden.